# Archidiocèse de Florencia
Ne doit pas être confondu avec Archidiocèse de Florence.
L'archidiocèse de Florencia (en latin : archidioecesis Florentiae ; en espagnol : arquidiócesis de Florencia) est un archidiocèse métropolitain de l'Église catholique en Colombie.

## Territoire

Il comprend les municipalités d'Albania, Belén de los Andaquíes, Curillo, El Doncello, El Paujil, Florencia, La Montañita, Morelia, Puerto Milán, Puerto Rico, San José del Fragua, Solita et Valparaíso du département de Caquetá.
Il possède un territoire d'une superficie de 15 440 km2 divisé en 36 paroisses. Le siège archiépiscopal est dans la ville de Florencia où se trouve la cathédrale Notre-Dame de Lourdes.

## Histoire
Le vicariat apostolique de Florencia est érigé le 8 février 1951 par la constitution apostolique Quo efficacius du pape Pie XII en prenant une partie du territoire du vicariat apostolique de Caquetá (aujourd'hui diocèse de Mocoa-Sibundoy). La mission d'évangélisation est confiée aux missionnaires de la Consolata.
Il cède une portion de son territoire le 9 décembre 1985 pour l'érection du vicariat apostolique de San Vicente-Puerto Leguízamo (aujourd'hui diocèse de San Vicente del Caguán) ; dans le même temps, le vicariat apostolique de Florencia devient diocèse par la constitution apostolique Quo expeditius du pape Jean-Paul II. Il est nommé suffragant de l'archidiocèse d'Ibagué.
Le 13 juillet 2019, le diocèse est élevé au rang d'archidiocèse métropolitain par la constitution apostolique Laborantes licet du pape François avec pour suffragants les diocèses de Mocoa-Sibundoy et San Vicente del Caguán.

## Évêques et archevêques
évêques
- Antonio Torasso, I.M.C (10 janvier 1952 - 22 octobre 1960)
- Angelo Cuniberti, I.M.C (18 avril 1961 - 15 novembre 1978)
- José Luis Serna Alzate, I.M.C (15 novembre 1978 - 8 juillet 1989) nommé évêque de Líbano-Honda
- Fabián Marulanda López (22 décembre 1989 - 19 juillet 2002)
- Jorge Alberto Ossa Soto (21 janvier 2003 - 15 juillet 2011) nommé évêque de Santa Rosa de Osos
- Omar de Jesús Mejía Giraldo (27 avril 2013 - 13 juillet 2019)

archevêque
- Omar de Jesús Mejía Giraldo depuis le 13 juillet 2019